# 강화 선원사지
강화 선원사지(江華 仙源寺址)는 인천광역시 강화군 선원면 지산리에 있는 고려시대의 절터이다. 1977년 11월 29일 대한민국의 사적 제259호로 지정되었다.

## 개요
강화 선원사지는 1976년 동국대학교 강화도학술조사단이 강화도 일원에 대한 지표조사에서 처음 발견하였다. 발견 당시 이곳에서 몇 개의 주춧돌을 비롯하여 보상화무늬 전돌, 범자(梵字) 새긴 기와, 지붕에 얹었던 잡상들을 확인하고, 선원면(仙源面) 도감마을, 도감산에 있는 사지이므로 학술적·역사적으로 가치가 있어 지역의 연원을 기초하여 1977년에 사적 제259호 강화선원사지(江華仙源寺址)로 지정되었다.
동 유적에 대하여 1996년부터 4차례에 걸친 발굴조사(동국대학교박물관) 결과 건물터, 축대, 배수시설 유구와 연화문 기와, 금동탄생불, 청동나한상, 탄화된 금니사경, 묵서사경 등이 출토되어 절터와 관련된 유적으로 규명되고 있으나, 「조선왕조실록」에서 전하는 고려팔만대장경을 판각했던 선원사(禪源寺)터로 볼 수 있는 고고학적 자료가 확인되지 않아 이에 대하여는 장기적인 조사연구가 이루어져야 할 것이다.
참고로 동 유적에 대한 4차에 걸친 발굴조사(’96년∼’01년) 결과 독립된 건물지 21개소와 부속 행랑지 7개소가 확인되었으며, 건물들은 북고남저의 지형 위에 동서로 긴 4개의 층단을 두고 빼곡히 들어서 있다. 중앙부 대형건물지(기단길이 38m)에는 삼존불을 지탱한 것으로 보이는 불단 유구가 확인되었으며, 5개의 건물지에서 온돌시설이, 그리고 배수시설 등이 확인되었으나 탑지는 확인되지 않았다. 발굴조사가 이루어진 지역은 건물지가 집중돼 있는 중심구역으로 남북길이 180m, 동서너비 180m정도이다.
출토유물은 자기류, 기와류, 소형 청동탄생불, 금동나한상, 탄화된 사경편 등이 주를 이루고 있으며, 자기류(총 2,300여점)의 대부분은 12세기 후반∼14세기에 제작된 것으로 보이는 청자편이 대부분(94％)이고, 기와류는 평기와가 가장 많고, 막새, 취두, 잡상 등이 출토되었는데, 이중 막새류는 연화문, 범자문, 귀목문이 대부분이고 ‘박씨(朴氏)·유씨(劉氏)’명(銘) 막새도 있고, 취두편은 모두 21개가 조사되었다.

## 역대 주지
- 초대 진명국사(眞明國師)
- 2대 원오국사(圓悟國師)
- 3대 자오국사(慈悟國師)
- 4대 원명국사(圓明國師)
- 5대 굉연국사(宏演國師)